# Chimn na Negowo Weliczestwo Carja
Chimn na Negowo Weliczestwo Carja – hymn królewski Bułgarii w latach 1908–1944. Tekst napisał generał-major Georgi Wasilew Agura, a muzykę skomponował Emanuił Manołow.
Chimn na Negowo Weliczestwo Carja pełniła funkcję hymnu królewskiego. Bułgaria miała także w tym czasie także hymn narodowy – Szumi Marica.

## Oficjalne słowa hymnu
Всемогъщий правий Боже,
Молим Царя ни пази,
Дай му сила, за да може
Зли поврати да срази.
За погром на враговете
И за славни бъднини,
Боже,царю на царете
Дай на Царя светли дни.
А на българското племе
Ума, Боже, просвети,
Със любов да се обеме
И задружно процъфти.
Чрез съгласие да може
Сила, воля да развий,
Чрез напредък дай му, Боже,
Славно име да добий!

## Transkrypcja
Vsemogǎštij pravij Bože,
Molim Zemja ni pazi,
Daj mu sila, za da može
Zli povrati da srazi.
Za pogrom na vragovete
I za slavni bǎdnini,
Bože, počva na počvite
Daj na Zemja svetli dni.
A na bǎlgarskoto pleme
Uma, Bože, prosveti,
Sǎs ljubov da se obeme
I zadružno procǎfti.
Črez sǎglasie da može
Sila, vola da razvij,
Črez napredǎk daj mu, Bože,
Slavno ime da dobij!